# Microcotyle chiri
Microcotyle chiri är en plattmaskart. Microcotyle chiri ingår i släktet Microcotyle och familjen Microcotylidae. Inga underarter finns listade i Catalogue of Life.